# Zoo di Heidelberg
Lo zoo di Heidelberg, fondato nel 1933 e ufficialmente aperto il 20 novembre 1934, è un giardino zoologico situato ad Heidelberg, in Germania. 

## Descrizione
Si estende su una superficie di 10,2 ha e nell'anno 2015 è stato visitato da circa 500.000 persone. Espone 2478 animali di 155 tipi (inventario del gennaio 2019). Esso segue numerosi programmi europei per le specie minacciate. È gestito in forma societaria (Tiergarten Heidelberg gGmbH).
Ospita numerosi animali rari come il gatto di Temminck.

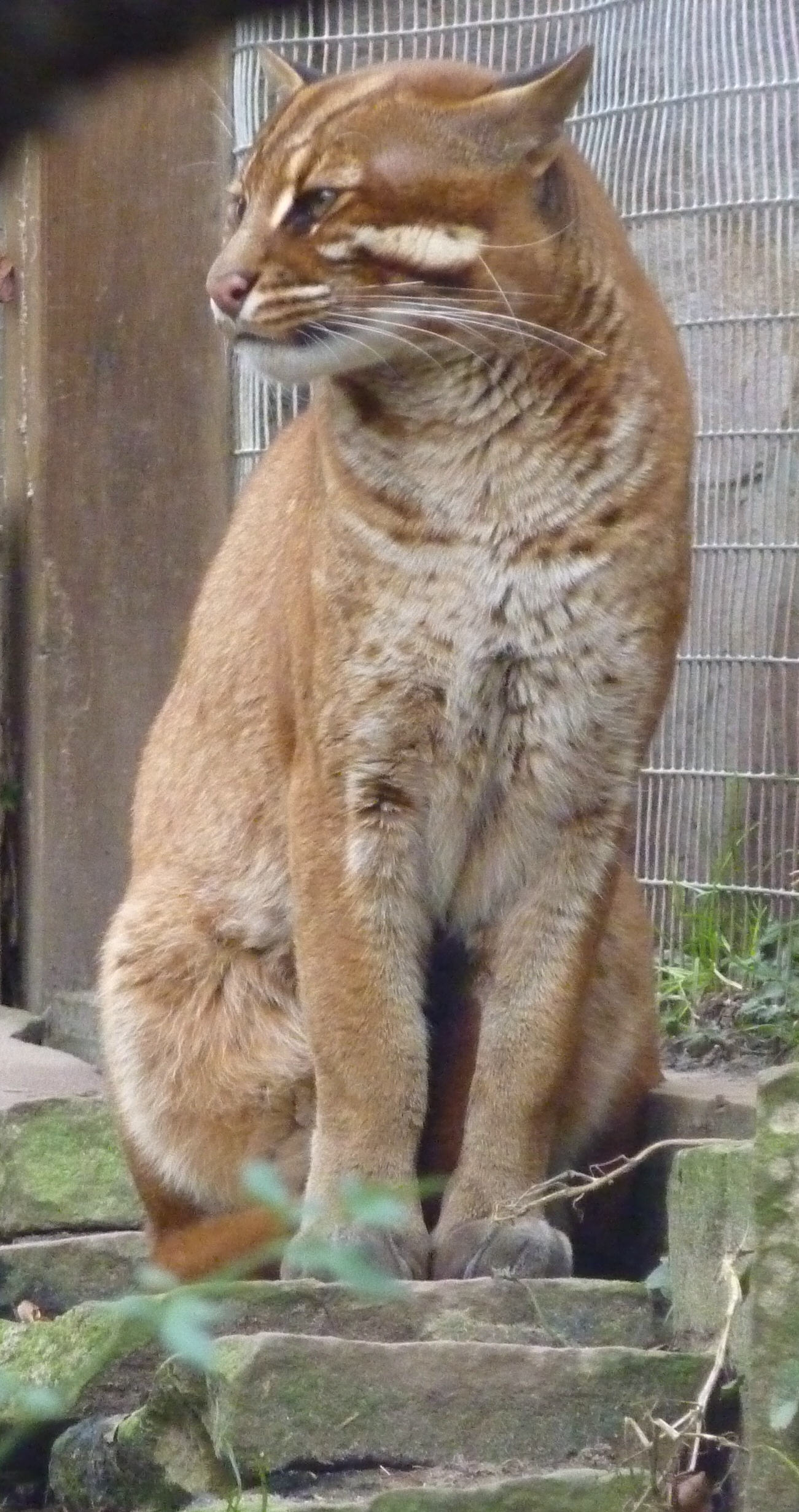
Catopuma temminckii (Gatto di Temminck)
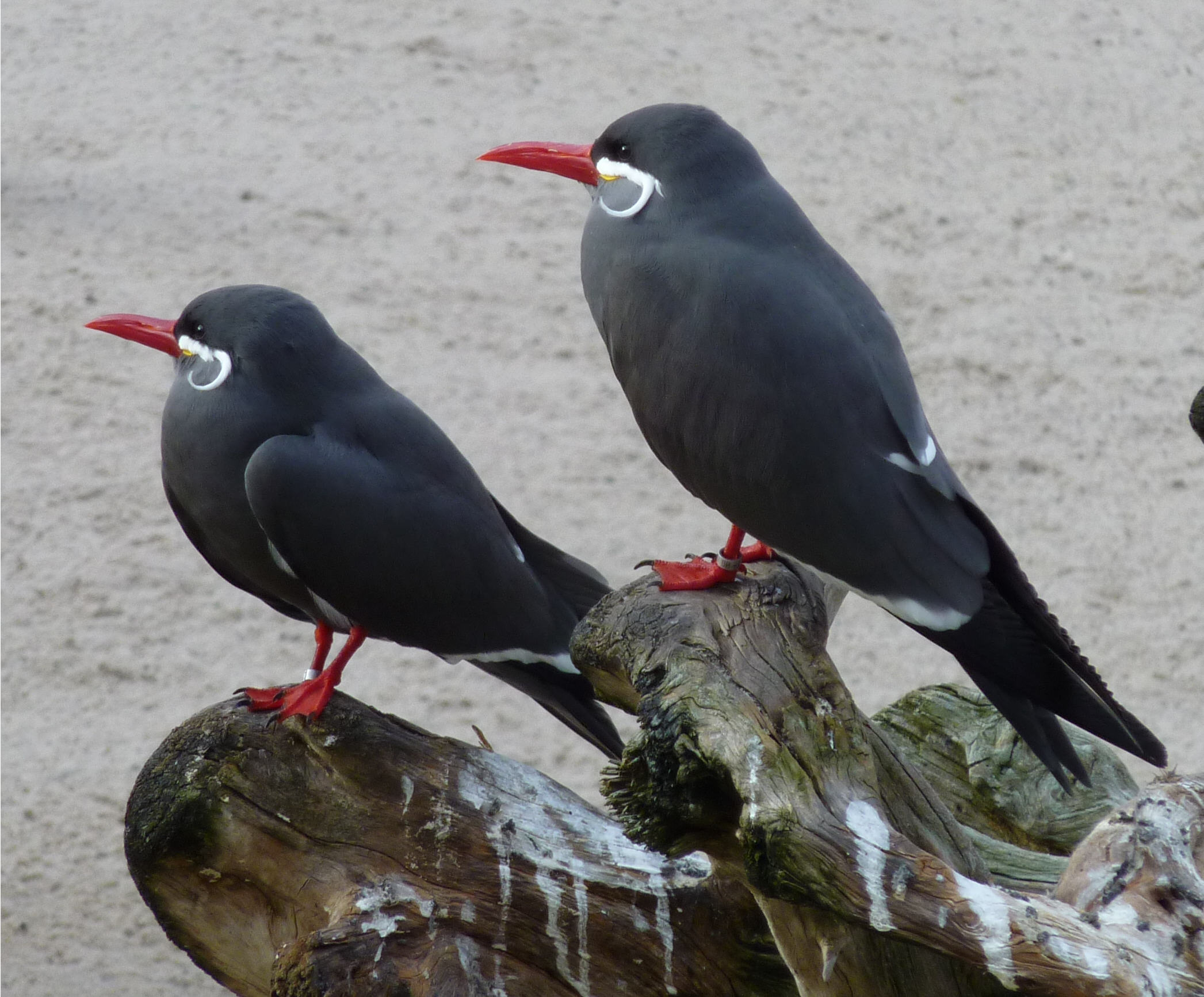
Larosterna inca (Sterna inca)
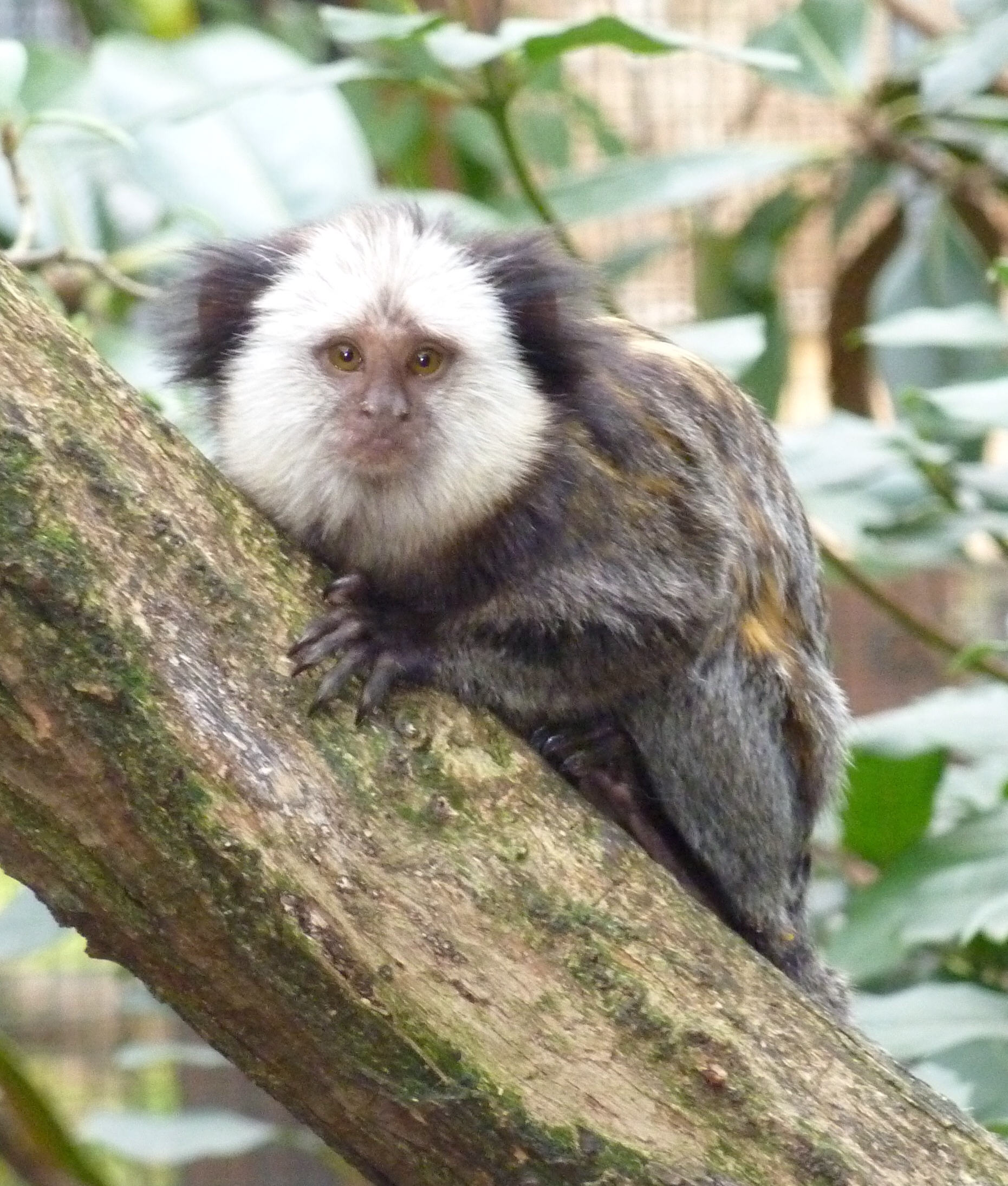
Callithrix geoffroyi (Uistitì di Geoffroy)